# Lysá pod Makytou
Lysá pod Makytou (em húngaro: Fehérhalom) é um município da Eslováquia, situado no distrito de Púchov, na região de Trenčín. Tem 33,4 km² de área e sua população em 2018 foi estimada em 2.093 habitantes.

## Demografia
| Ano:        | 1994 | 2004   | 2014   | 2024   |
| ----------- | ---- | ------ | ------ | ------ |
| Broj ljudi: | 2173 | 2155   | 2127   | 1964   |
| Razlika:    |      | -0,82% | -1,29% | -7,66% |

| Ano:               | 2023 | 2024   |
| ------------------ | ---- | ------ |
| Número de pessoas: | 2001 | 1964   |
| Diferença:         |      | -1,84% |